# Terminal méthanier de Loon-Plage
Le terminal méthanier de Loon-Plage (Dunkerque) a été mis en service le 1er janvier 2017. C'est au moment de sa construction le plus important de France (en capacité de stockage), le cinquante-troisième terminal mondial, le quatrième port méthanier français. Dunkerque LNG est filiale du groupe Fluxys depuis 2018 ; les autres actionnaires sont AXA, Crédit agricole, IPM et Samsung Asset Management.

## Projet

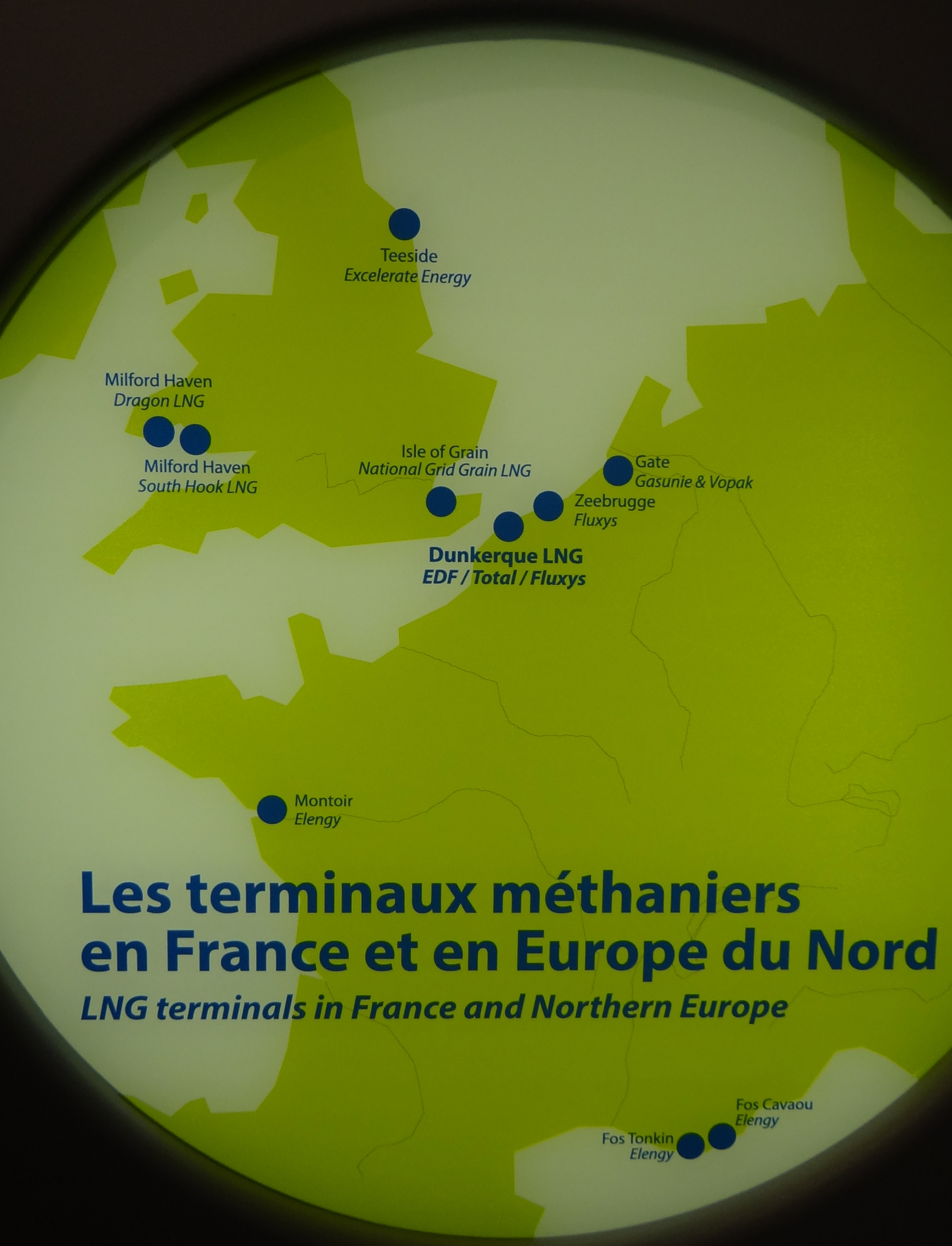
Terminaux méthanier en Europe du Nord.

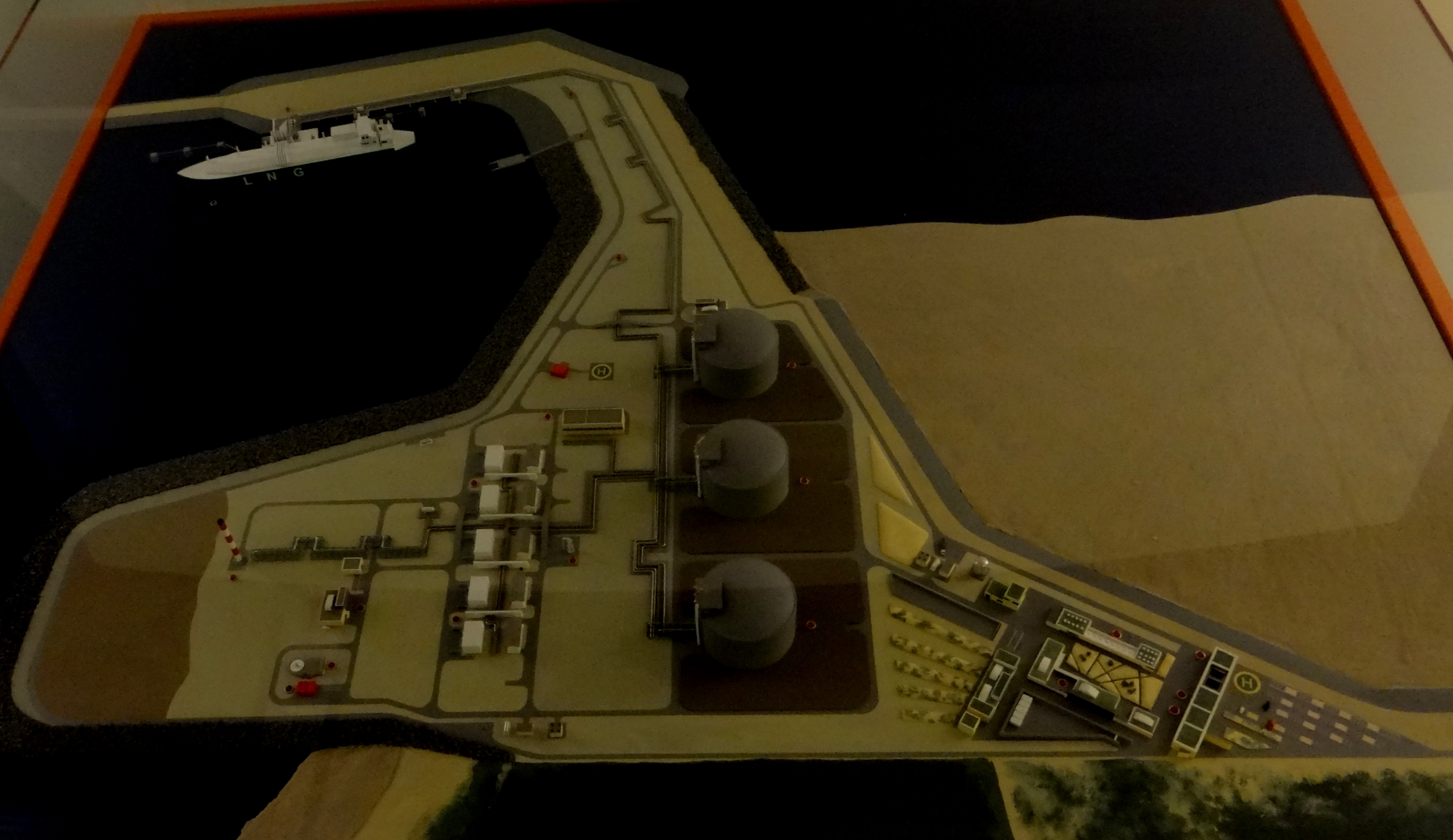
Terminal méthanier de Loon-Plage - Plan maquette.

### Contexte économique

#### Économie mondiale du gaz
Le gaz naturel est essentiellement transporté par gazoduc et navire méthanier. Le transport par méthanier est économiquement moins onéreux à partir d'une certaine distance, moins géopolitiquement figé et plus ouvert à la concurrence. L'Europe important principalement son gaz, le transport par méthanier règle ainsi les Conflits gaziers russo-ukrainiens.
Dans le mix énergétique et selon un rapport de l'Agence internationale de l'énergie (AIE), le gaz naturel devrait prochainement connaître un âge d’or et pourrait représenter plus d'un quart de la demande mondiale en énergie à l’horizon 2035. Durant la dernière assemblée générale d’Eurogas(Union européenne pour l’industrie du gaz naturel) en juin 2011, le président de l’association, Jean-François Cirelli, a souligné que le gaz n’avait jamais été à un point si crucial et que cette énergie allait tenir un rôle clé dans le mix énergétique bas-carbone de demain.
Le gaz est moins polluant que d'autres énergies fossiles, et sa part progresse dans le mix énergétique mondial depuis les années 1970, d'autant plus que les réserves existantes sont importantes.
En déclin de 3,4 % en 2009 (cf crise de 2008) sa production croissait à nouveau (+7,3 %) dès 2010. Tous les gaz dits « non conventionnels » nécessitent des techniques nouvelles pour être extraits (gaz des schistes, gaz de charbon et réservoirs compacts) ; ils comptent pour 15 % du gaz naturel dans le monde en 2016.

#### Économie du gaz en Europe
La consommation totale de gaz naturel dans l'Union européenne est d'environ 4 000 milliards de kWh par an.
Le gaz de Slochteren (gaz L) a d'abord massivement dominé le marché après sa découverte en 1959, jusqu'à la découverte et l'exploitation des gisements au Royaume-Uni et en Norvège et à l'arrivée de fournisseurs extra-espace économique européen, principalement la Russie. L'utilisation de GNL et les restrictions instaurées dans les années 1970 concernant l'exportation du gaz L aux Pays-Bas ont entraîné la baisse de l'importance du gaz L en Europe.
Les producteurs de gaz L sont l’Allemagne (20 milliards de Nm3) et les Pays-Bas (21 milliards de Nm3 + 32 milliards de Nm3). Actuellement le gaz L n'est consommé qu'aux Pays-Bas, en Allemagne, en Belgique et en France.
Sous l'égide de la Commission (CE), un Forum européen de régulation du gaz (dit « Forum de Madrid ») se réunit deux fois par an depuis sa création (1999). Des représentants des autorités nationales de régulation, des gouvernements, de la Commission européenne, les gestionnaires de réseau de transport du gaz, des vendeurs et négociants de gaz, des consommateurs et des utilisateurs du réseau gazier et des marchés d'échange de gaz discutent de la mise en place d'un marché intérieur du gaz. En 2013, ils négocient la tarification des échanges transfrontaliers, la gestion  des « faibles capacités d'interconnexion » et d'autres verrous techniques ou commerciaux qui font obstacle à ce marché intérieur du gaz. En 2013, un règlement impose comme priorité le développement de l'interconnexion transfrontalière des réseaux énergétiques (gaz, pétrole, électricité).

### Contexte environnemental
Une étude des impacts sur l'environnement obligatoire devait accompagner l'enquête publique et porter sur deux sites potentiels, sur l'avant port ouest de Dunkerque (déjà 1re plate-forme énergétique d'Europe) ;
- Un site plus à l'Ouest, dit « Les Huttes », présentant « des spécificités écologiques » selon les promoteurs du projet mais non classé ZNIEFF,
- le site de la « Dune du Clipon », préféré par le promoteur, mais d'une grande sensibilité environnementale ; c'est un site connu de nombreux ornithologues de l'Ouest de l'Europe, d'où l'on peut observer les migrations bisannuelles de millions d'oiseaux migrateurs. Il a été classé ZNIEFF en raison de nombreuses espèces protégées et menacées qu'il accueille.

#### Biodiversité sur le site du Clipon
Ce site a créé des tensions entre les autorités et les ornithologues car le Clipon est un espace naturel utilisé par de nombreux oiseaux lors de leurs migrations. Le collectif "Sauvons le Clipon" réunissant des associations, partis politiques, etc. « très inquiets sur des aspects du projet, notamment en matière de protection de l'environnement naturel et social, et sur les risques technologiques qu'amène ce 14e site Seveso pour le Dunkerquois » s'est créé pour contrer ce projet.

##### Cadre réglementaire
Le cadre réglementaire du site est réglé par trois arrêtés préfectoraux du 31 juillet 2009 portant dérogation au titre de l'article L411-2 du code de l’environnent, le 9 avril 2010 portant autorisation d'exploiter un terminal méthanier à Loon-Plage et du 31 janvier 2012 imposant des prescriptions complémentaires pour la poursuite d'exploitation.

##### Flore
- Salicorne, Élyme des sables; Panicaut maritime, Chou marin

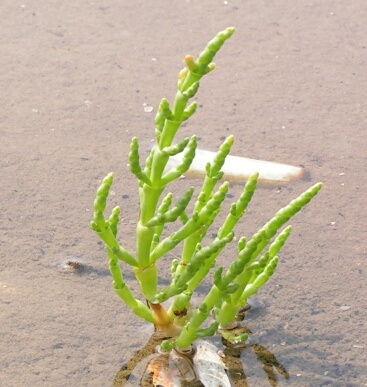
Salicorne d'Europe.
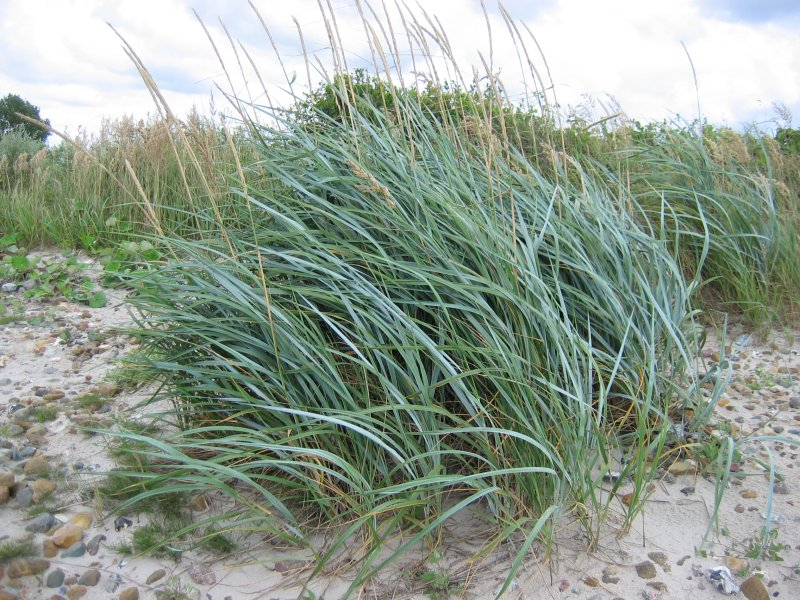
Élyme des sables.
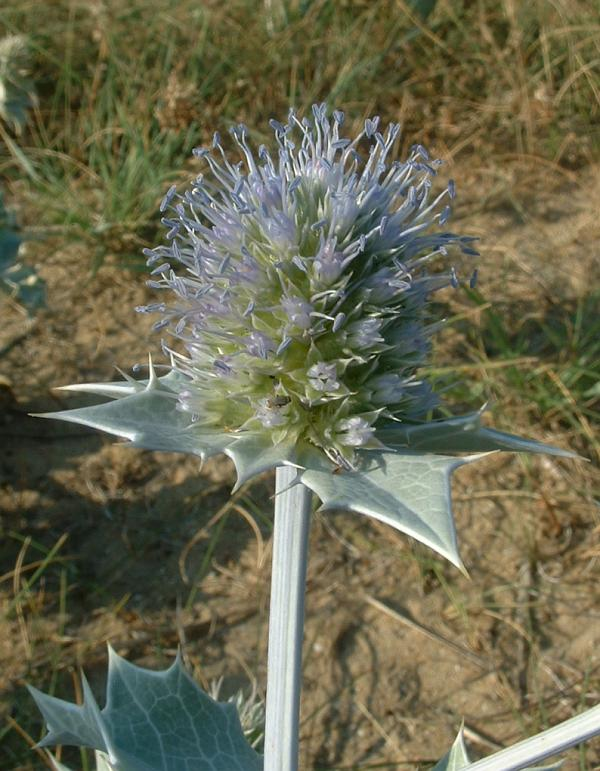
Panicaut maritime.
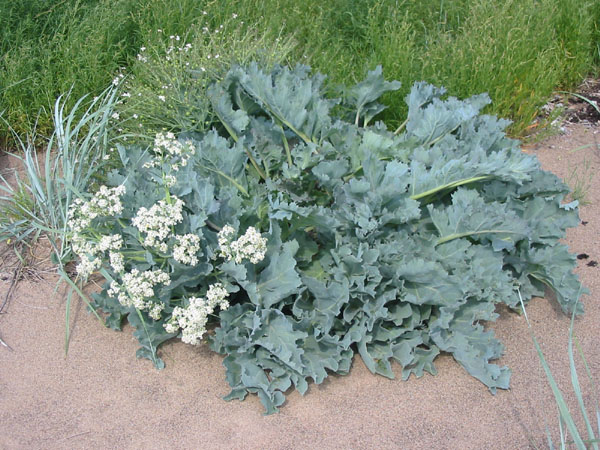
Chou marin.

##### Faune
La Sterne naine niche au sol en colonie. Celle de Dunkerque est la seconde au niveau français avec 10 % des effectifs, Grand gravelot, Petit gravelot, Gravelot à collier interrompu, Huîtrier pie.

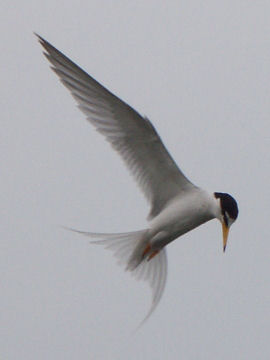
Sterne naine.
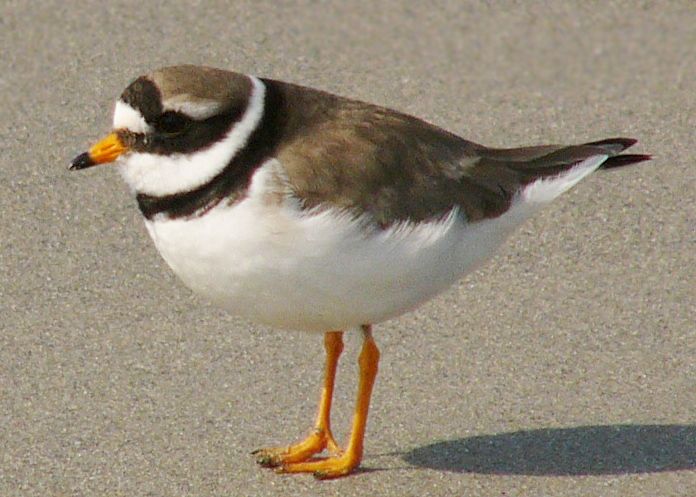
Grand gravelot.
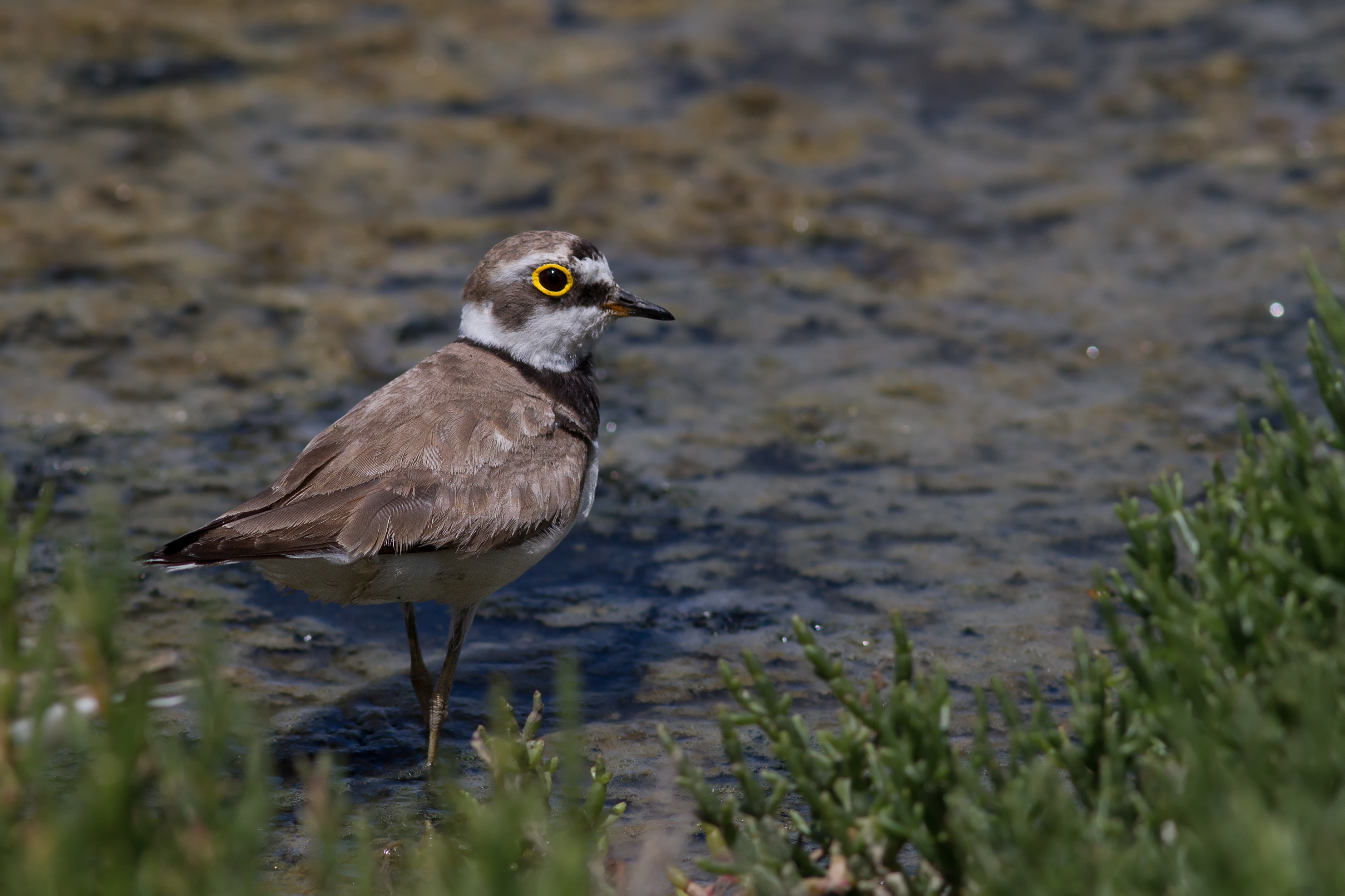
Petit gravelot.
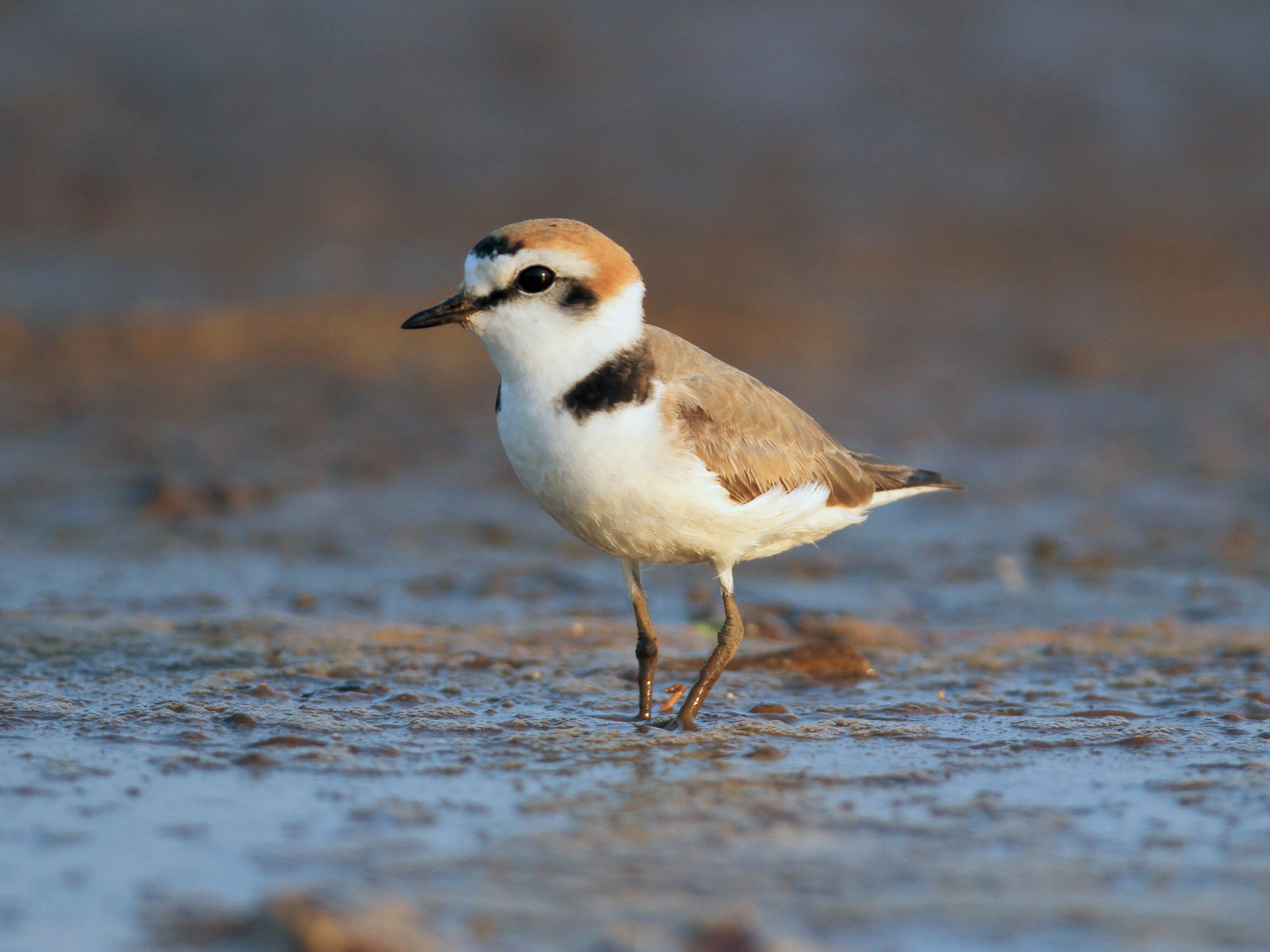
Gravelot à collier interrompu.
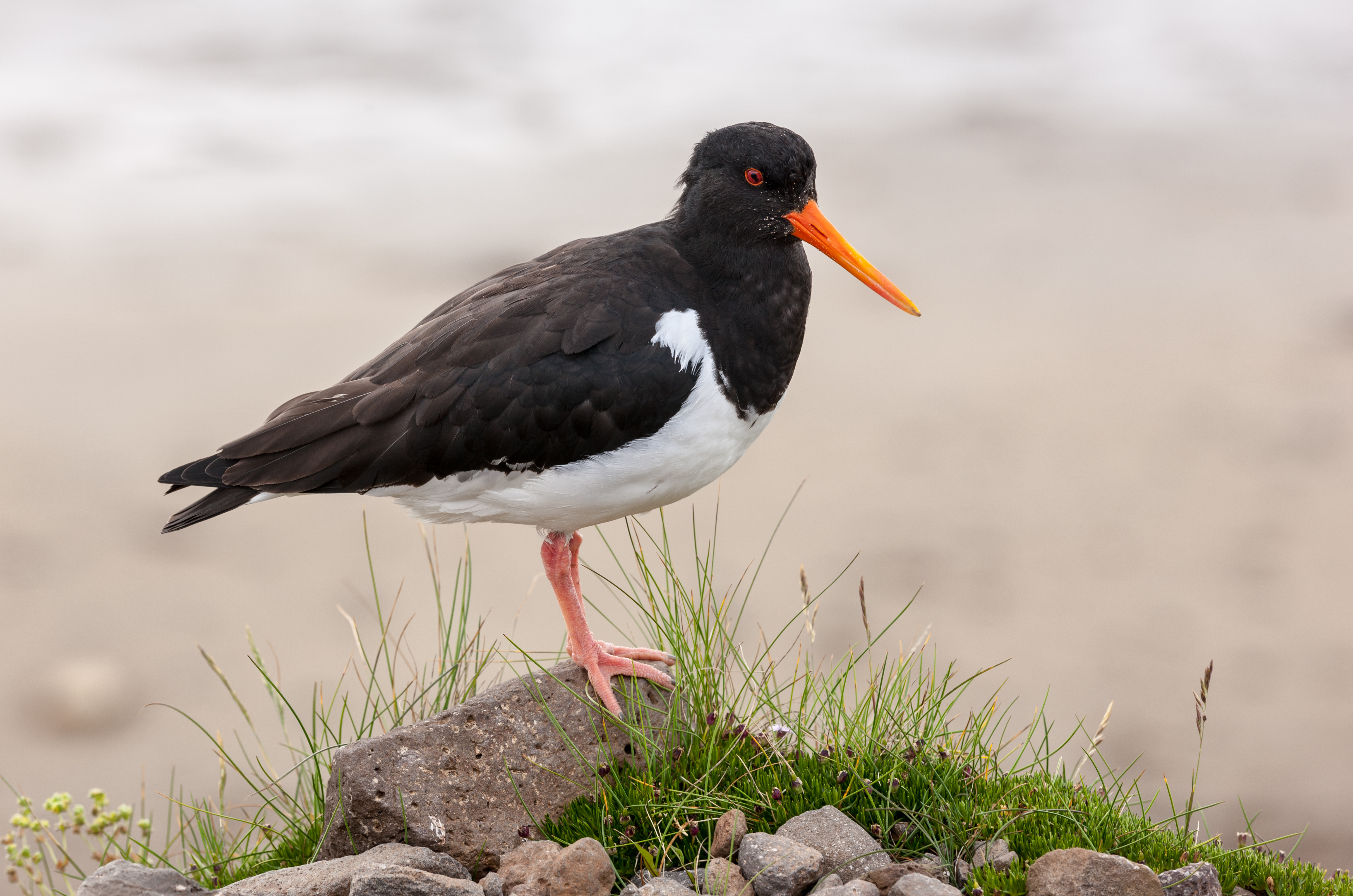
Huîtrier pie.

##### Mammifères marins
Phoque gris, Phoque veau-marin, Marsouin commun

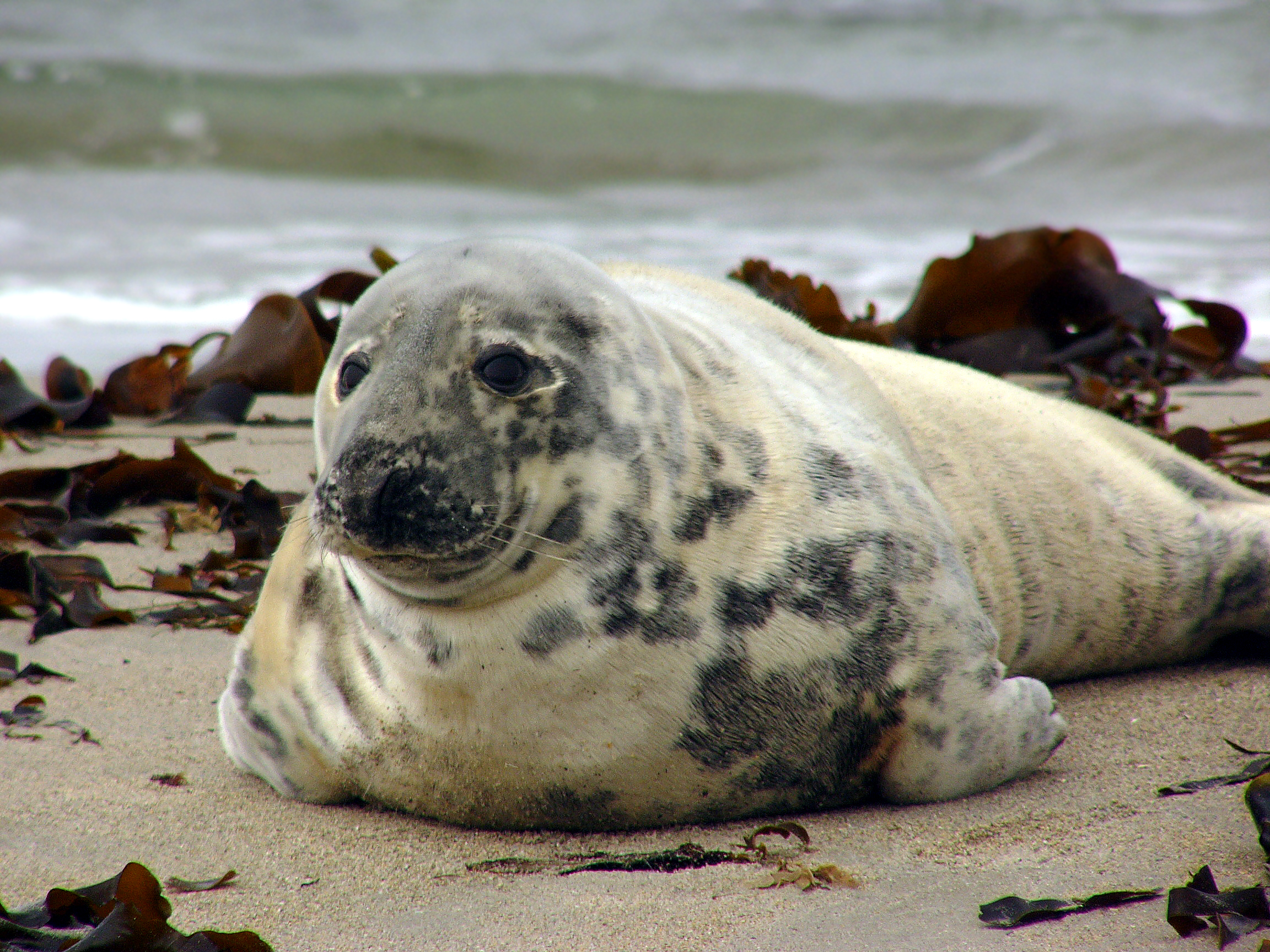
Phoque gris.
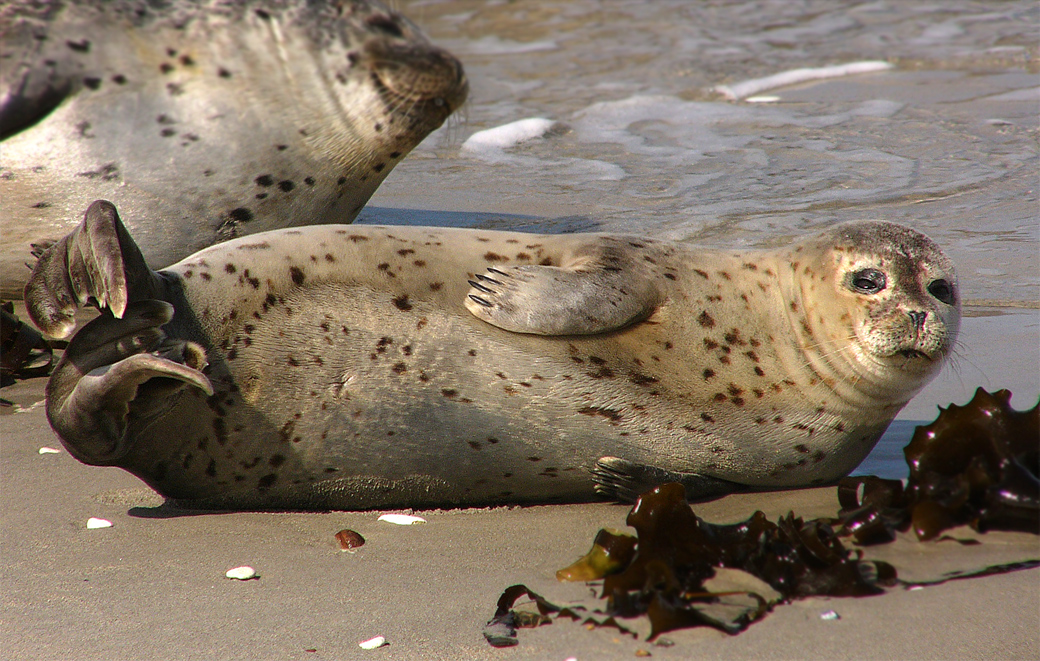
Phoque veau-marin.
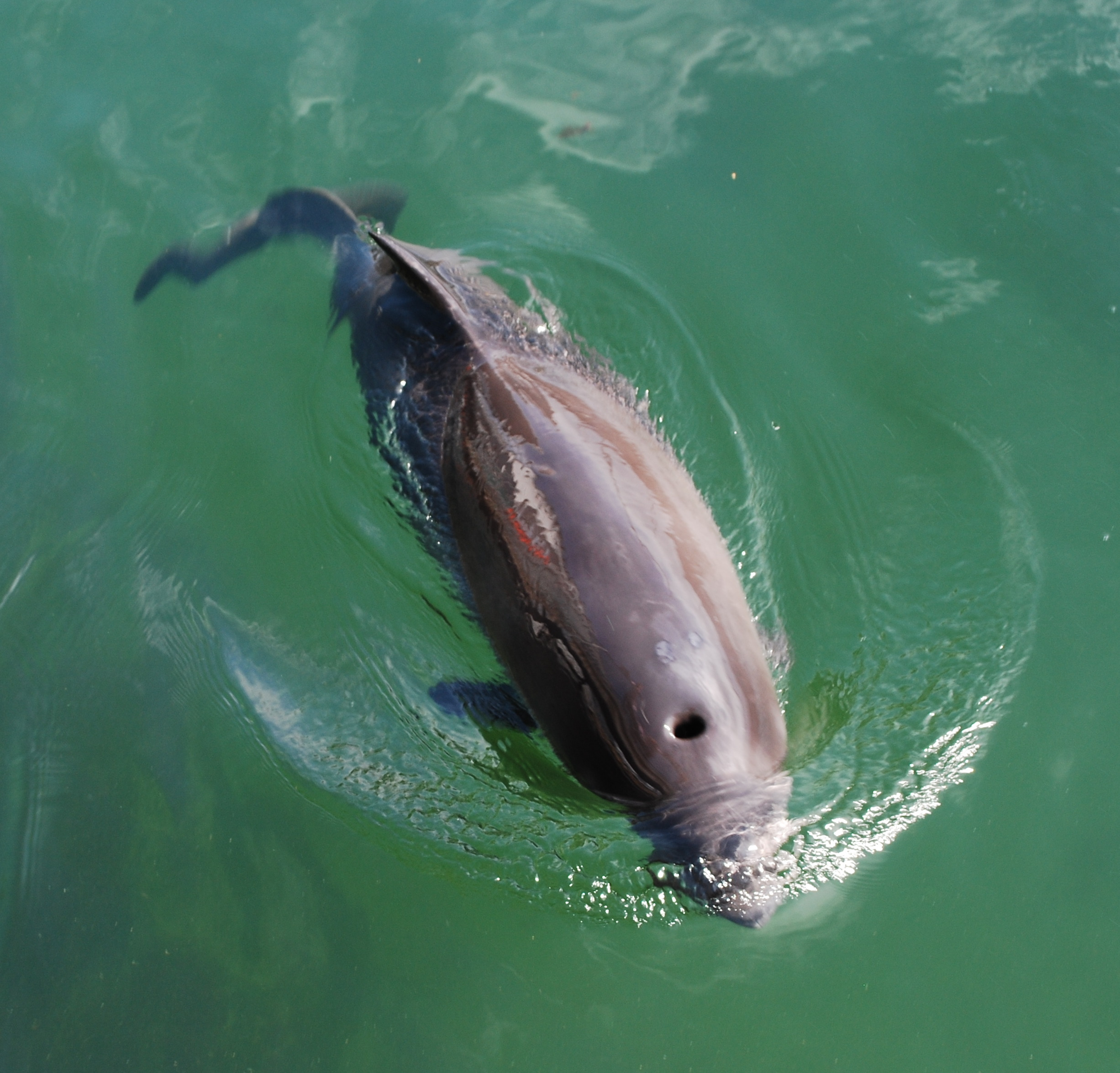
Marsouin commun.

##### Amphibiens et reptiles
Lézard vivipare, Crapaud calamite

#### Mesures de protection générales
Dans le cadre du chantier, des mesures limitant l'envol de poussières, les nuisances sonores et visuelles, ainsi que des mesures de prévention des pollutions avaient été mises en place avec des contrôles externes. Biotope assure la maîtrise d'ouvrage de la surveillance écologique.
Lors des travaux de battage de pieux, un rideau de bulles d'air permettait de réduire le niveau de bruit sous-marin.

### Le projet Dunkerquois
Deuxième chantier industriel de France, derrière l'EPR de Flamanville, la construction du terminal a duré 5 ans. Elle a débuté en 2011 et s'est achevé en 2016.
Coût : 1,2 Mrd € avancés par EDF, ou investis par le Grand Port Maritime de Dunkerque / PAD (Port autonome de Dunkerque, pour 50 à 70 M€ selon les premières estimations) ou 50 à 60 millions pour des estimations de 2011 .
À la suite de sa visite à la centrale nucléaire de Gravelines, le 3 mai 2011, le président Nicolas Sarkozy annonça que le terminal méthanier serait finalement construit sur le site du Clipon.
Sur la base de l'enquête publique, les commissaires ont rendu un avis favorable, néanmoins assorti de quatre réserves et d'une triple recommandation.

### Projet additionnel

#### Innocold
Innocold a été fondé à l'initiative de Dunkerque Grand Littoral, de l'université du Littoral-Côte-d'Opale et de Dunkerque LNG. C'est un institut technologique du froid industriel soutenant l'appel à projet  visant à développer l'innovation dans le secteur du froid.

### Dunkerque LNG
Dunkerque LNG, maître d'ouvrage pendant la construction du terminal méthanier, est le propriétaire et exploitant du terminal méthanier de Dunkerque. La société est, à l'origine, filiale à 65 % d'EDF, 25 % de Fluxys, 10 % de Total.
Le 12 juillet 2018, EDF annonce avoir signé des accords engageants relatifs à la cession de sa participation de 35,01 % au capital de Dunkerque LNG, avec deux groupes d’investisseurs, Fluxys, Axa IM et Crédit agricole assurances d’une part, et le consortium coréen composé de Samsung Securities Co. Ltd., IBK Securities Co. Ltd. et Hanwha Investment & Securities Co. Ltd. d’autre part. Fin octobre 2018, EDF finalise la cession de sa participation au capital de Dunkerque LNG. La transaction a été réalisée sur la base d'une valeur d'entreprise de 2,4 milliards d'euros.

### Grand port maritime de Dunkerque
Le  Grand port maritime de Dunkerque (GPMD) est maître d'ouvrage des travaux préparatoires, dégagement des emprises, aménagement de la plateforme de sable.

### Gaz-Opale
Gaz-Opale, filiale à 51 % de Dunkerque LNG et à 49 % de Fluxys est, depuis le 1er mars 2017, l'opérateur du Terminal méthanier de Dunkerque. L'entreprise a été créée le 26/11/2011 et compte en juillet 2017, 58 salariés.

## Phase de construction
La décision d'investissement a été prise le 27 juin 2011 :  1 milliard d’euros (2011) sont dédiés au seul terminal, et s'y ajoutent 150 millions d'euros pour le chantier portuaire conjoint et 80 millions de plus pour raccorder le terminal à la station de compression de Pitgam.
Les travaux débutent le 31 août 2011, à ce moment il s'agit du 2ème plus important chantier industriel de France après celui de la centrale nucléaire de Flamanville avec un investissement de plus d'un milliard d'euros.
Deux ans plus tard, fin août 2013, le troisième dôme, constitué de 29 pétales est posé à 35 mètres de hauteur (700 tonnes pour 90 mètres de diamètre).

### Darse

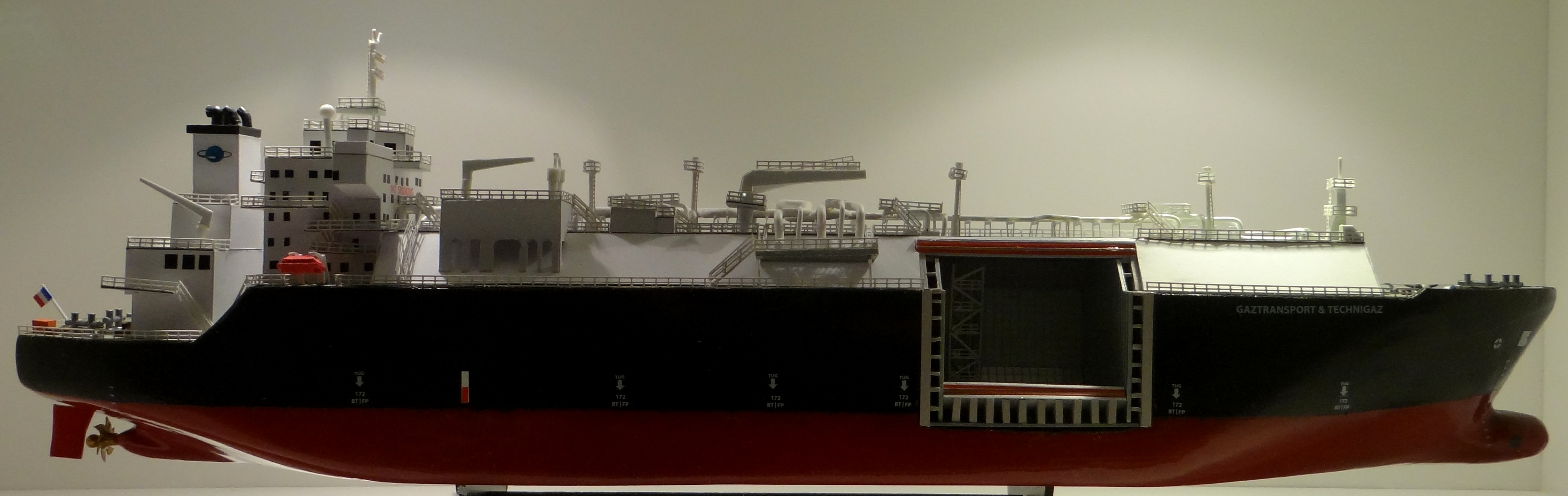
Méthanier

Le  Grand port maritime de Dunkerque a de son côté investi 150 millions d’euros dans la création d'une darse et l'aménagement d'une plate-forme de 50 hectares, en partie gagnée sur l'avant-port ouest sur le site du Clipon. De plus, ce sera le 14e site Seveso du port de Dunkerque.
La darse sera en mesure d'accueillir les gros navires méthaniers de type Q-Max (navires de 260 000 m3)

### Réseaux

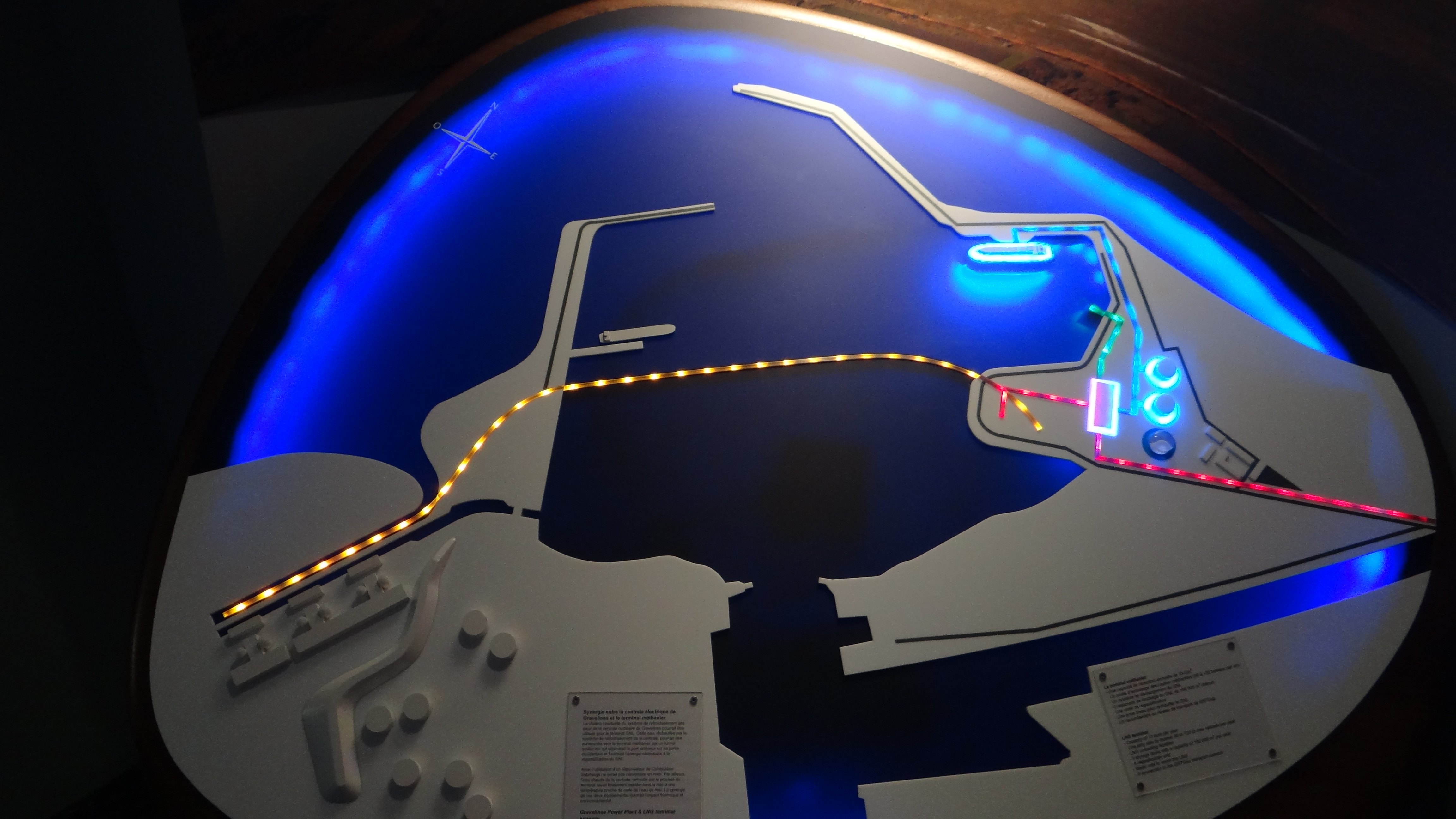
Terminal méthanier de Loon-Plage - Tunnel et réseaux

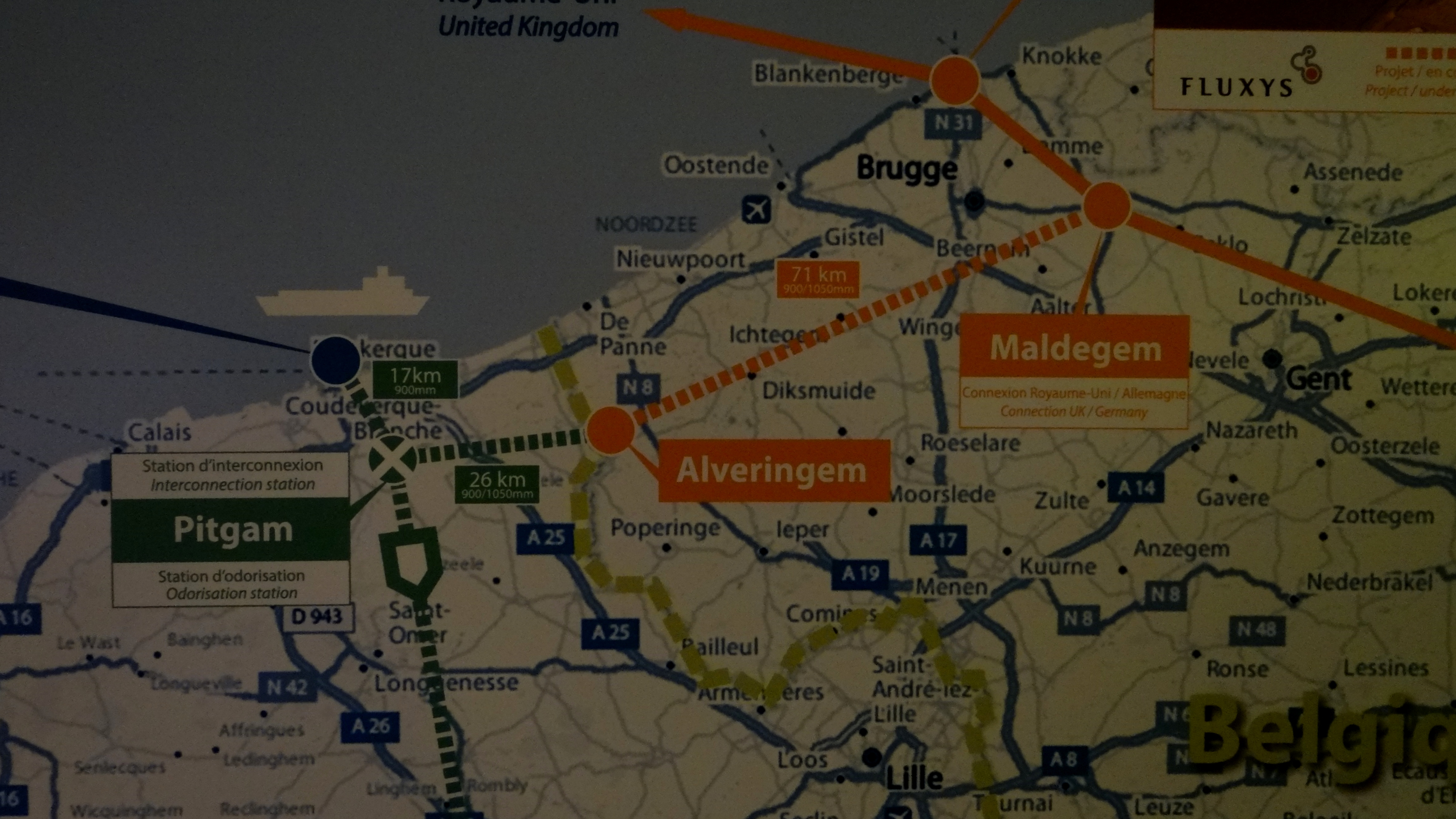
Lien gazier France-Belgique

#### Tunnel
Un tunnel (en orange ci-contre) de 5 km de long et 3 mètres de diamètre conduit les eaux tièdes de la centrale nucléaire de Gravelines au terminal méthanier pour réchauffer de −160 °C à 3 °C le GNL afin de lui rendre sa forme gazeuse.
Il utilisera 5 à 6 % des eaux tièdes de la centrale nucléaire de Gravelines.
Le tunnelier baptisé « Joséphine la Peule » est descendu le 26 août 2013 au fond du puits entrainant 20 000 m3 de déblais et 7 500 m3 de béton.
« « Joséphine La Peule », géante de Coudekerque-Branche, a été « élue », parmi les géantes de l'agglomération dunkerquoise.
Ce choix n'est pas anodin puisque « Joséphine La Peule » illustre le passé industriel de la ville de Coudekerque-Branche. À l'époque, les ouvrières étaient surnommées « les Peules » du nom des « bidons » remplis de tisane rafraîchissante à base de cassis que les ouvrières préparaient pour se désaltérer pendant leur travail difficile dans les usines où régnait une forte chaleur.
« Joséphine La Peule » était présente lors du baptême du tunnelier ce jeudi 30 mai. Le père Thomas Vercoutre, curé de la paroisse de Bourbourg, a procédé au baptême religieux sur le chantier. »

#### Transport duGaz naturel liquéfié
Le réseau de déchargement (en bleu) des méthaniers permet l'alimentation simultanée des trois réservoirs cryogéniques, le transport à −160 °C se fait sous conduite inox en aérien, générant un important dépôt de givre protecteur.

#### Réseaux de rejet
Les eaux tièdes réchauffent le Gaz naturel liquéfié de −160 °C à 3 °C dans les échangeurs encore appelés regazéifieurs. Les eaux tièdes (en vert) sont ensuite rejetées dans la darse.

#### Lien gazier France-Belgique
La spécificité de ce Terminal est qu'il est directement relié aux 2 réseaux de transport de gaz français et belge.
Le réseau gazier de transport (en rouge), confié à GRTgaz se dirige vers Pitgam, station d'interconnexion et d'odorisation pour le réseau français.
Le lien belge a pour objectif de rejoindre Maldegem pour s'interconnecter avec le réseau marché nord européen  de gaz notamment allemand et anglais.
La nouvelle interconnexion permettra d'exporter jusqu'à 8 milliards de mètres cubes par an de gaz naturel de la France vers la Belgique.
Le Terminal méthanier de Dunkerque peut alimenter 20 % de la consommation annuelle française et belge de gaz.

### Réservoir cryogénique

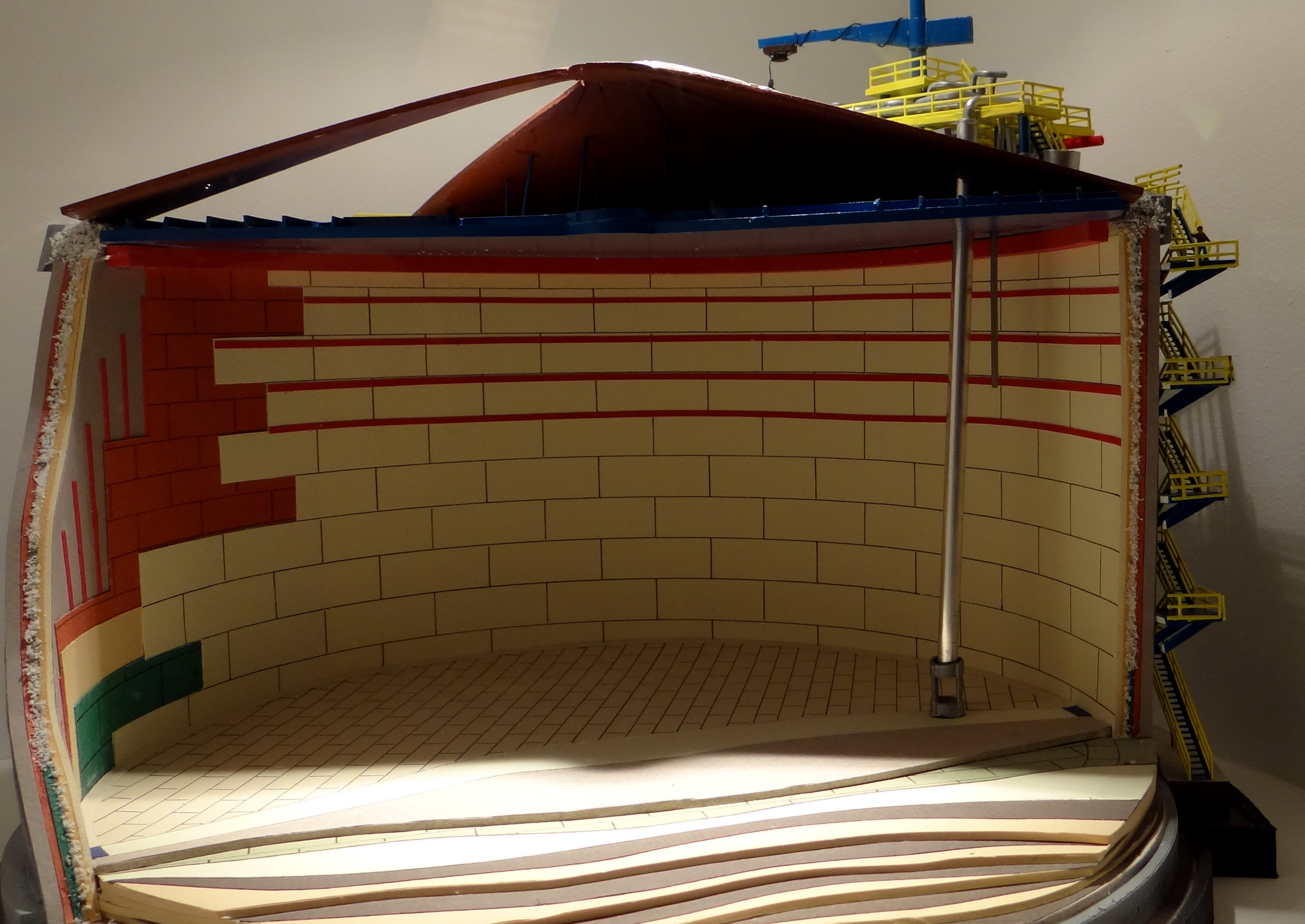
Terminal méthanier de Loon-Plage - coupe réservoir cryogénique

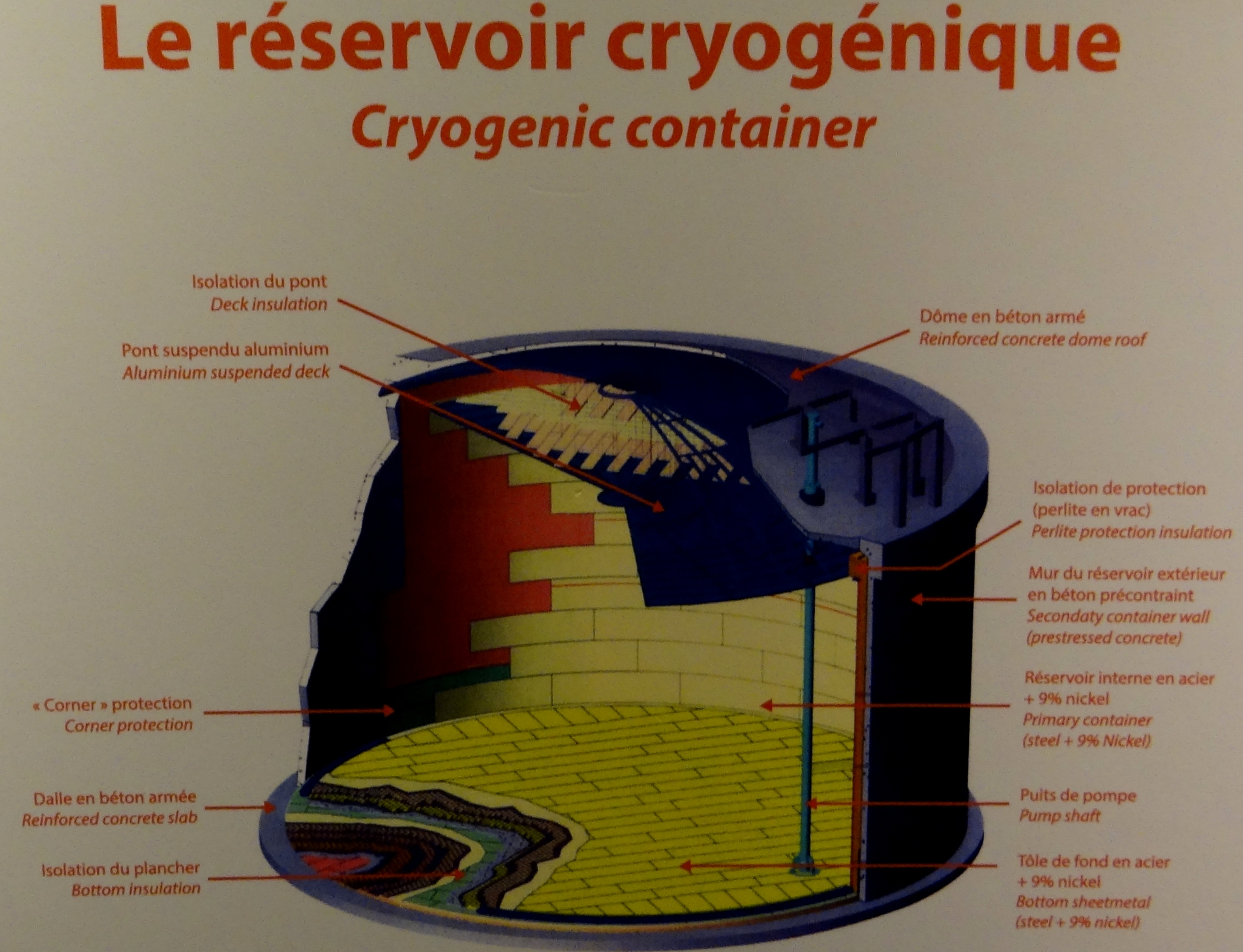
Terminal méthanier de Loon-Plage - réservoir cryogénique

Les trois réservoirs contiennent du gaz naturel liquéfié à −160 °C et sont constitués d'un plancher posé sur des colonnes ballastées réalisées par Menard. Le plancher est isolé par isolation thermique en verre cellulaire de type « Foamglas. » Les parois intérieures  sont de 28 mm en acier à 9% de nickel suivi de perlite en vrac de 80 cm d'épaisseur et d'une enveloppe de protection extérieure constituée d'un liner et un voile en béton. Le dôme est lui constitué en première peau intérieure par un faux plafond suspendu en aluminium, d'une ossature de 29 pétales soudés en acier-nickel, servant de coffrage au dôme de béton. L'ossature et le plafond de 700 tonnes ont été levés par mise en pression d'air du réservoir et claveté dès mise en situation.
- Chaque réservoir nécessite 18 000 m3 de béton.
- Chaque réservoir de 90m de diamètre et 50m de hauteur permet de stocker 200 000 m3 de GNL.

### Zones d’accueil des oiseaux migrateurs
Le projet prévoit quatre zones d’accueil. La première, la Zone d’accueil des oiseaux migrateurs, a été inaugurée en mai 2013 pour un coût de 2 millions d'euros pour 20 hectares de superficie. Sa maîtrise d'œuvre a été assurée par l'agence EPURE de Roubaix avec Biotope en appui écologique.

## Économie
Pendant toute la phase chantier, de 2011 à fin 2016 :
- 12 millions d'heures travaillées, 7 200 travailleurs, 1 326 personnes recrutées par l'intermédiaire de Pôle Emploi et 651 millions d'€ de retombées directes, indirects et induites pour le territoire dunkerquois ;
- 2,22 accidents avec arrêt de travail supérieur à 1 jour par million d'heures travaillées et 0,15 jour d'arrêt pour 1 000 heures travaillées.

Le chantier est accusé par les syndicats d'employer de nombreux travailleurs européens selon la directive européenne 96/71/CE, dite de « détachement des salariés ». Environ 60 % des travailleurs seraient étrangers, venant principalement d'Italie, de Roumanie et du Portugal. Pour certains, les semaines de travail atteindraient 50 heures.

## Phase d'exploitation

### Mise en service
La mise en service du Terminal méthanier de Dunkerque a été proclamée par les 3 actionnaires EDF, Total et Fluxys le 1er janvier 2017. Dunkerque LNG est désormais propriétaire et exploitant du terminal. Depuis le 1er mars 2017, Gaz-Opale est l'opérateur du site. Il est le plus important terminal méthanier d'Europe continentale.

### Changement d'actionnaires
EDF, qui détient 65 % des parts du terminal, et Total, entré à hauteur de 10 %, ont décidé de vendre la totalité de leurs parts. Le belge Fluxys, détenteur des 25 % restants et d'un droit de préemption sur les titres de ses co-actionnaires, s'est allié à AXA et Predica pour racheter 35 % du terminal au prix proposé par le marché et devenir ainsi actionnaire de contrôle ; mais si le prix de marché est jugé trop élevé par Fluxys et que le groupe exerce son « droit de refus », alors le contrôle du terminal basculera entre les mains d'investisseurs tiers, à hauteur de 75 %.
Le 29 juin 2018, EDF entre en négociations exclusives pour céder sa part de 65 % sur la base d'une valeur totale de l'actif de 2,4 milliards d'euros ; cette vente rapportera 1,6 milliard d'euros à EDF. Fluxys s'est associé aux assureurs Axa et Crédit agricole assurance pour faire monter sa part de 25 % à 36 % du capital, et un consortium d'investisseurs financiers sud-coréens fait son entrée à hauteur de 39 % ; il réunit Samsung Securities, Industrial Bank of Korea et Hanwha Investment Securities.

### Installations du terminal
Le site du terminal méthanier de 56 hectares comprend :
- Un poste de réception/déchargement pouvant accueillir 80 méthaniers/an (jusque 270 000 m3 par navire)[15] ;
- trois réservoirs de stockage de 190 000 m3, haut d'environ 60 m et de 90 m de diamètre[15] ;
- Dix unités de regazéification (avec dans un esprit d'écologie industrielle une prise d'eau issue du déversoir de la centrale nucléaire de Gravelines pour réchauffer, au moyen de 5 à 6% des eaux chaudes le gaz liquéfié)[15] ;
- un raccordement au réseau de transport de gaz ;

Ce terminal pourra stocker et regazéifier 13 milliards de m3 de GNL (Gaz Naturel Liquéfié) par an. Cela représente 20 % de la consommation annuelle en gaz naturel français et belge.

### Projets de développement

#### Fast reloading
Le projet "fast reloading" est prévu en 2019 pour augmenter la capacité de déchargement des méthaniers

#### Truckloading
Le terminal méthanier de Dunkerque et le Grand Port Maritime de Dunkerque ont signé une convention pour le développement d'une station d'avitaillement GNL. Ces deux acteurs sont convaincus du rôle que le GNL (gaz naturel liquéfié) est amené à jouer sur les mers comme sur terre dans la réduction des gaz à effet de serre et des particules émises.
Dunkerque Port et Dunkerque LNG ont aussi signé une convention de partenariat pour le développement d'une station de chargement en GNL de camions citernes. Au travers de cette convention, Dunkerque-Port accompagne Dunkerque LNG dans son engagement pour construire puis exploiter la station de chargement dans le cadre d'un projet plus global de mise en place d'un service d'avitaillement GNL par voie terrestre et maritime dans le port de Dunkerque, proposant ainsi une offre d'avitaillement en GNL au marché.

#### GNL carburant
TotalEnergies, Brittany Ferries, Dunkerque LNG et Groupe Charles André s'associent pour approvisionner en gaz naturel liquéfié le premier ferry français propulsé avec ce carburant[réf. nécessaire].

## Dans la culture
La chanteuse Françoiz Breut évoque ce site dans sa chanson Loon-Plage 